# 秘神黙示ネクロノーム
『秘神黙示ネクロノーム』（ひしんもくじネクロノーム）は、朝松健による日本のライトノベル。イラスト並びにメカデザインは中北晃二が担当。電撃文庫（メディアワークス）より1998年9月から2001年8月まで全3巻が刊行された。
クトゥールー神話を物語世界観のバックボーンとし、「巨大ロボット＝クートゥールー＝アクション」をコンセプトとして執筆された作品。人類発祥以前に地球を支配していた旧支配者（古のもの）が最終兵器として創りだした巨大ロボットを主軸に、それに関わる少年少女を描いたジュブナイル小説としての側面もある。
第1巻の発売は1998年9月だが、作者の朝松健が自身の他シリーズの執筆で多忙だったため、2巻・3巻の発売までにはおよそ3年もの期間が開いている（単行本第3巻後書きより）。

## ストーリー
千葉県沖の海底で、在日米軍が奇妙な人工物を発見。樽状の胴体に海星型の頭部を持った、一見巨大な彫像とも思えるそれは、遥か太古に地球に君臨した知的生命体「古のもの」 (Old Ones) が遺した最終兵器「ネクロノーム」だった。これを巡り、世界征服を企む秘密結社コスモ・マトリックスと、その野望を阻止すべく活動する組織ファウルスが争奪戦を開始。しかし、人類同士の争いを余所に、ネクロノームは自分自身の意思で乗り手を求め始めていた。

## 登場人物
脇屋 光瀬（わきや みつより）
主人公。県立阿久湊高校二年（一年留年している）、沖縄空手武成流二段。オイネウス号の沈没事故で空手の師を失っており、その際に「旧神」の聖痕を得る。
風のネクロノーム「ベントゥス」と心を通わせる。
神足 えり（こうたり えり）
県立阿久湊高校二年。オイネウス号の沈没事故で父を失っており、それが原因で精神のみならず肉体にまで影響を及ぼす多重人格を後遺症として患う。白系ロシアの魔女の血を引き、「旧神」と「旧支配者」の双方の聖痕を持つ。
水のネクロノーム「ヴァルナ」と心を通わせ、その精神に亡き父を連想させる。
後光院 洋一（ごこういん よういち）
サン＝ポーウェル学院二年。オイネウス号の沈没事故で両親を亡くした後、コスモ・マトリックスの超人思想に触れ、それの達成に全生涯を尽くすことを誓っている。「旧支配者」の聖痕を持つ。
火のネクロノーム「キュクローペス」の搭乗者に選ばれる。
名和 公（なわ こう）
ファウルスの構成員。オイネウス号の沈没事故では祖母と妹を失っている。オカルト・超常現象などの知識に精通しており、光瀬がネクロノームと引き合う切っ掛けを作った。
自身の容姿にコンプレックスを持ち、また恋慕するえりと親しい光瀬に対する嫉妬を、土のネクロノーム「ヤートゥ」に利用され、精神を蝕まれて破壊の限りを尽くす。「旧神」の聖痕を持っていたが、ヤートゥに利用される過程で「旧支配者」の聖痕へと変化している。
坊門 啓（ぼうもん けい）
カルト宗教団体・隠言宗涅懼髏之夢（いんごんしゅうネクロノム）派大管長を務める若い男。オイネウス号に密航した際に事故に巻き込まれた際に「旧支配者」の聖痕を得、以降密教的なパワーを発揮してカルト宗教の教祖となる。隠言宗涅懼髏之夢派の本堂には諸外国から密輸した兵器を揃えており、またクトゥールーの神像が安置されている。
天のネクロノーム「アカシャ」の搭乗者に選ばれる。
刑部 謙宏（おさかべ けんこう）
形而上学者を名乗る、星智教団（スターリー・ウィズダム）の元ナンバーワン。刑部友也、巨勢玄応、コース大佐、フラター・セルペンテスなどの別名を持ち、外見以上に長い時間を生きている。
スート
秘密結社コスモ・マトリックスの副総統にして情報宣伝相を務める男。純白のターバンに身を包み、顔だちは中近東系だが謎の多い怪エジプト人。その正体はナイアルラトホテップ。

## 既刊一覧
- 朝松健（著）・中北晃二（イラスト） 『秘神黙示ネクロノーム』 メディアワークス〈電撃文庫〉、全3巻
  1. 1998年9月10日発売[1]、ISBN 4-07-309619-2
  2. 2001年7月10日発売[2]、ISBN 4-8402-1863-3
  3. 2001年8月10日発売[3]、ISBN 4-8402-1876-5